# Llista de monuments de Valls (nucli)
Llista de monuments de Valls corresponent al nucli urbà del municipi de Valls, inclosos en l'Inventari del Patrimoni Arquitectònic Català. Inclou els inscrits en el Registre de Béns Culturals d'Interès Nacional (BCIN) amb la classificació de monuments històrics, els Béns Culturals d'Interès Local (BCIL) de caràcter immoble i la resta de béns arquitectònics integrants del patrimoni cultural català.
| Monument                                                                                                 | Protecció       | Estil/època                                 | Localització                                               | Coordenades                                          | Codi?         | Imatge |
| --- | --------------- | ------------------------------------------- | ---------------------------------------------------------- | ---------------------------------------------------- | ------------- | --- |
| Capella del Roser                                                                                        | BCIN 230-MH-EN  | Barroc XVII-XVIII                           | Valls C. de la Cort, 24                                    | 41° 17′ 05″ N, 1° 14′ 57″ E / 41.284603°N,1.249183°E | RI-51-0003887 | Capella del Roser (Valls) · Vegeu més fotos d'aquest monument · Carregueu una nova foto d'aquest monument                                                 |
| Escut de Can Dasca, escut dels Gornal                                                                    | BCIN 3971-MH    | Barroc XVII                                 | Valls C. Cort, 5                                           | 41° 17′ 04″ N, 1° 14′ 53″ E / 41.2844°N,1.24812°E    | IPA-36568     | Escut de Can Dasca (Valls) · Vegeu més fotos d'aquest monument · Carregueu una nova foto d'aquest monument                                                |
| Muralla de Valls                                                                                         | BCIN 4141-MH    | Obra popular XIV                            | Valls C. del Mur                                           | 41° 17′ 00″ N, 1° 14′ 47″ E / 41.283329°N,1.246259°E | IPA-2368      | Muralla de Valls · Vegeu més fotos d'aquest monument · Carregueu una nova foto d'aquest monument                                                          |
| Església parroquial de Sant Joan Baptista                                                                | BCIN 4331-MH-EN | Gòtic tardà XVI                             | Valls Pl. de l'Església                                    | 41° 17′ 02″ N, 1° 14′ 49″ E / 41.283940°N,1.247034°E | IPA-2362      | Església parroquial de Sant Joan Baptista (Valls) · Vegeu més fotos d'aquest monument · Carregueu una nova foto d'aquest monument                         |
| Can Sagarra, Casa Segarra, sala gòtica del celler de l'Arquebisbe de Tarragona                           | BCIL 1988       | Gòtic, obra popular XVII, XIV               | Valls Pl. del Blat, 10                                     | 41° 17′ 03″ N, 1° 14′ 52″ E / 41.284130°N,1.247643°E | IPA-2363      | Can Sagarra (Valls) · Vegeu més fotos d'aquest monument · Carregueu una nova foto d'aquest monument                                                       |
| Font plaça del Blat                                                                                      | BCIL 2021       | Eclecticisme XIX                            | Valls Pl. del Blat - c. Major                              | 41° 17′ 03″ N, 1° 14′ 52″ E / 41.284099°N,1.247828°E | IPA-2364      | Font plaça del Blat (Valls) · Vegeu més fotos d'aquest monument · Carregueu una nova foto d'aquest monument                                               |
| Conjunt porxat de la plaça del Blat                                                                      | BCIL 1988       | Obra popular                                | Valls Pl. del Blat                                         | 41° 17′ 03″ N, 1° 14′ 52″ E / 41.2841°N,1.24774°E    | IPA-2367      | Conjunt porxat de la plaça del Blat (Valls) · Vegeu més fotos d'aquest monument · Carregueu una nova foto d'aquest monument                               |
| Plaça de l'Oli                                                                                           | BCIL 1988       | Obra popular                                | Valls Pl. de l'Oli                                         | 41° 17′ 02″ N, 1° 14′ 56″ E / 41.28386°N,1.24881°E   | IPA-2369      | Plaça de l'Oli (Valls) · Vegeu més fotos d'aquest monument · Carregueu una nova foto d'aquest monument                                                    |
| Plaça i Font de la Plaça del Pati                                                                        |                 | Obra popular, noucentisme XX                | Valls Pl. del Pati                                         | 41° 17′ 08″ N, 1° 15′ 01″ E / 41.28557°N,1.25032°E   | IPA-2370      | Plaça i Font del Pati (Valls) · Vegeu més fotos d'aquest monument · Carregueu una nova foto d'aquest monument                                             |
| Casa pont del carrer del Call, Arcs del carrer del Call                                                  | BCIL 1988       | Gòtic XIII                                  | Valls C. de l'Església, 11 - c. del Call                   | 41° 17′ 01″ N, 1° 14′ 51″ E / 41.283565°N,1.247617°E | IPA-2371      | Casa pont del carrer del Call (Valls) · Vegeu més fotos d'aquest monument · Carregueu una nova foto d'aquest monument                                     |
| Carrer de la Cort                                                                                        |                 | Obra popular                                | Valls C. de la Cort                                        | 41° 17′ 05″ N, 1° 14′ 56″ E / 41.28463°N,1.249°E     | IPA-2372      | Carrer de la Cort (Valls) · Vegeu més fotos d'aquest monument · Carregueu una nova foto d'aquest monument                                                 |
| Carrer de l'Església                                                                                     |                 | Obra popular XI                             | Valls C. de l'Església                                     | 41° 16′ 59″ N, 1° 14′ 48″ E / 41.2831°N,1.24678°E    | IPA-2373      | Carrer de l'Església (Valls) · Vegeu més fotos d'aquest monument · Carregueu una nova foto d'aquest monument                                              |
| Porta romànica i mur de l'església de Sant Miquel                                                        | BCIL 1988       | Romànic XIII                                | Valls Muralla de Sant Antoni, església de Sant Joan        | 41° 17′ 03″ N, 1° 14′ 49″ E / 41.28424°N,1.24689°E   | IPA-2374      | Carregueu una nova foto d'aquest monument |
| Monument als Xiquets de Valls                                                                            | BCIL 2021       | Modernisme Josep Busquets i Òdena XX (1969) | Valls Pg. dels Caputxins - pl. Font de la Manxa            | 41° 17′ 15″ N, 1° 15′ 06″ E / 41.287461°N,1.251581°E | IPA-2375      | Monument als Xiquets de Valls · Vegeu més fotos d'aquest monument · Carregueu una nova foto d'aquest monument                                             |
| Mas Miquel                                                                                               |                 |                                             | Valls                                                      | 41° 17′ 10″ N, 1° 15′ 19″ E / 41.28607°N,1.25516°E   | IPA-2376      | Mas Miquel (Valls) · Modifica el valor a Wikidata · Carregueu una nova foto d'aquest monument                                                             |
| Casa de la Vila, Ajuntament                                                                              | BCIL 1988       | Eclecticisme XVI, XIX                       | Valls Pl. del Blat, 1                                      | 41° 17′ 03″ N, 1° 14′ 52″ E / 41.2843°N,1.24765°E    | IPA-2381      | Casa de la Vila (Valls) · Vegeu més fotos d'aquest monument · Carregueu una nova foto d'aquest monument                                                   |
| Antic Convent dels Caputxins, Mare de Déu del Lledó, Església i Convent dels Caputxins                   | BCIL 1988       | Barroc XVIII                                | Valls C. Santa Joaquima Vedruma - pg. Caputxins            | 41° 17′ 21″ N, 1° 15′ 07″ E / 41.289139°N,1.252041°E | IPA-2394      | Antic Convent dels Caputxins (Valls) · Vegeu més fotos d'aquest monument · Carregueu una nova foto d'aquest monument                                      |
| Casa Mitjaret, Ca l'Arquitecte Vives                                                                     | BCIL 1988       | Modernisme Josep M. Vives XX (1916)         | Valls C. dels Metges, 30-32                                | 41° 16′ 57″ N, 1° 14′ 52″ E / 41.282462°N,1.247794°E | IPA-2398      | Casa Vives Castellet (Valls) · Vegeu més fotos d'aquest monument · Carregueu una nova foto d'aquest monument                                              |
| Casa Claravalls al carrer Anselm Clavé, 33                                                               | BCIL 2021       | Modernisme Cèsar Martinell XX (1916)        | Valls C. Anselm Clavé, 33                                  | 41° 17′ 13″ N, 1° 15′ 09″ E / 41.287080°N,1.252628°E | IPA-2399      | Casa Claravalls al carrer Anselm Clavé, 33 (Valls) · Vegeu més fotos d'aquest monument · Carregueu una nova foto d'aquest monument                        |
| Teatre Principal                                                                                         | BCIL 1988       | Neoclassicisme XIX                          | Valls C. Jaume Huguet, 12                                  | 41° 17′ 12″ N, 1° 15′ 04″ E / 41.286575°N,1.251157°E | IPA-2401      | Teatre Principal (Valls) · Vegeu més fotos d'aquest monument · Carregueu una nova foto d'aquest monument                                                  |
| Biblioteca Popular                                                                                       | BCIL 1988       | Noucentisme Lluís Planas XX (1918)          | Valls Pg. dels Caputxins                                   | 41° 17′ 21″ N, 1° 15′ 06″ E / 41.289048°N,1.251670°E | IPA-2402      | Biblioteca Popular (Valls) · Vegeu més fotos d'aquest monument · Carregueu una nova foto d'aquest monument                                                |
| Cine Valls, Sala Cinema                                                                                  | BCIL 1988       | Noucentisme XX                              | Valls Pl. del Pati, 3                                      | 41° 17′ 09″ N, 1° 15′ 00″ E / 41.28572°N,1.24998°E   | IPA-2403      | Cine Valls (Valls) · Vegeu més fotos d'aquest monument · Carregueu una nova foto d'aquest monument                                                        |
| Casa Fuster, Casa Bisbe Sitjó                                                                            | BCIL 1988       | Eclecticisme XIV                            | Valls C. de Sant Antoni, 95                                | 41° 17′ 02″ N, 1° 15′ 05″ E / 41.283960°N,1.251304°E | IPA-2407      | Casa Fuster (Valls) · Vegeu més fotos d'aquest monument · Carregueu una nova foto d'aquest monument                                                       |
| Església i Convent de Sant Francesc                                                                      | BCIL 1988       | Barroc XVI                                  | Valls Pl. de Sant Francesc                                 | 41° 17′ 01″ N, 1° 15′ 05″ E / 41.283626°N,1.251302°E | IPA-2409      | Església i Convent de Sant Francesc (Valls) · Vegeu més fotos d'aquest monument · Carregueu una nova foto d'aquest monument                               |
| Església parroquial de Sant Antoni Abat                                                                  | BCIL 2021       | Barroc XVIII                                | Valls C. de Sant Antoni, 54 - c. Sant Sebastià             | 41° 17′ 02″ N, 1° 14′ 59″ E / 41.28377°N,1.2498°E    | IPA-2410      | Església parroquial de Sant Antoni Abat (Valls) · Vegeu més fotos d'aquest monument · Carregueu una nova foto d'aquest monument                           |
| Església i convent del Carme, o Església de la Mare de Déu del Carme                                     | BCIL 1988       | Barroc, historicisme XVIII, XIX             | Valls Pl. del Carme                                        | 41° 16′ 55″ N, 1° 14′ 57″ E / 41.281862°N,1.249229°E | IPA-2411      | Església i Convent del Carme (Valls) · Vegeu més fotos d'aquest monument · Carregueu una nova foto d'aquest monument                                      |
| Antic Quarter, antiga caserna                                                                            | BCIL 1988       | Barroc XVIII                                | Valls Pl. del Quarter                                      | 41° 17′ 12″ N, 1° 15′ 08″ E / 41.286655°N,1.252258°E | IPA-2412      | Antic Quarter (Valls) · Vegeu més fotos d'aquest monument · Carregueu una nova foto d'aquest monument                                                     |
| Antic Hospital de Sant Roc                                                                               | BCIL 1988       | Neoclassicisme XVI, XVIII                   | Valls C. Jaume Huguet, 1                                   | 41° 17′ 11″ N, 1° 15′ 02″ E / 41.286289°N,1.250427°E | IPA-2413      | Antic Hospital de Sant Roc (Valls) · Vegeu més fotos d'aquest monument · Carregueu una nova foto d'aquest monument                                        |
| Casa de Santes Creus, Casa dels Frares de Santes Creus                                                   | BCIL 1988       | Neoclassicisme XVIII                        | Valls C. de la Cort, 3                                     | 41° 17′ 04″ N, 1° 14′ 50″ E / 41.284362°N,1.247171°E | IPA-2414      | Casa de Santes Creus (Valls) · Vegeu més fotos d'aquest monument · Carregueu una nova foto d'aquest monument                                              |
| Ca Dacsa del carrer del Carme                                                                            | BCIL 1988       | XIX                                         | Valls C. del Carme 4                                       | 41° 16′ 59″ N, 1° 14′ 53″ E / 41.28316°N,1.24794°E   | IPA-2415      | Ca Dacsa del carrer del Carme (Valls) · Vegeu més fotos d'aquest monument · Carregueu una nova foto d'aquest monument                                     |
| Ca Valentí del carrer Sant Sebastià                                                                      | BCIL 1988       | Neoclassicisme XIX                          | Valls C. Sant Sebasità, 8                                  | 41° 17′ 00″ N, 1° 14′ 59″ E / 41.28342°N,1.24982°E   | IPA-2416      | Ca Valentí del carrer Sant Sebastià (Valls) · Vegeu més fotos d'aquest monument · Carregueu una nova foto d'aquest monument                               |
| Ca Domènech                                                                                              | BCIL 1988       | Neoclassicisme XIX                          | Valls Muralla Sant Antoni 79                               | 41° 17′ 05″ N, 1° 14′ 55″ E / 41.28484°N,1.24849°E   | IPA-2417      | Ca Domènech · Vegeu més fotos d'aquest monument · Carregueu una nova foto d'aquest monument                                                               |
| Convent de les monges Carmelites Terciàries Descalces                                                    | BCIL 1988       | Eclecticisme XIX (1890)                     | Valls C. Germans Sant Gabriel, 2                           | 41° 17′ 09″ N, 1° 15′ 06″ E / 41.285825°N,1.251574°E | IPA-2418      | Convent de les monges Carmelites Terciàries Descalces (Valls) · Vegeu més fotos d'aquest monument · Carregueu una nova foto d'aquest monument             |
| Antic Banc de Valls, Banc Mercantil de Tarragona                                                         | BCIL 1988       | Eclecticisme XIX                            | Valls Pl. Font de la Manxa, 13                             | 41° 17′ 14″ N, 1° 15′ 06″ E / 41.287101°N,1.251716°E | IPA-2419      | Antic Banc de Valls · Vegeu més fotos d'aquest monument · Carregueu una nova foto d'aquest monument                                                       |
| Jardins de Massó, Ca Barrau                                                                              | BCIL 1988       | Eclecticisme XIX                            | Valls Pg. de l'Estació, 41                                 | 41° 17′ 20″ N, 1° 15′ 25″ E / 41.289018°N,1.257038°E | IPA-2420      | Jardins de Massó (Valls) · Vegeu més fotos d'aquest monument · Carregueu una nova foto d'aquest monument                                                  |
| Ca Vilamajor, Pastisseria Santacana                                                                      | BCIL 1988       | Eclecticisme XIX                            | Valls C. de la Cort, 18                                    | 41° 17′ 04″ N, 1° 14′ 56″ E / 41.28444°N,1.24882°E   | IPA-2421      | Ca Vilamajor (Valls) · Vegeu més fotos d'aquest monument · Carregueu una nova foto d'aquest monument                                                      |
| Ca Avellà, Ca Bota                                                                                       | BCIL 1988       | Eclecticisme XIX                            | Valls C. dels Metges, 5                                    | 41° 16′ 59″ N, 1° 14′ 55″ E / 41.282926°N,1.248606°E | IPA-2422      | Ca Avellà (Valls) · Vegeu més fotos d'aquest monument · Carregueu una nova foto d'aquest monument                                                         |
| Ca la Massona, Casa Massó-Codina                                                                         | BCIL 1988       | Eclecticisme XX (1914)                      | Valls Pg. dels Caputxins, 10-12                            | 41° 17′ 16″ N, 1° 15′ 07″ E / 41.287858°N,1.251845°E | IPA-2423      | Ca la Massona (Valls) · Vegeu més fotos d'aquest monument · Carregueu una nova foto d'aquest monument                                                     |
| Ca Gomà, Ca Cartanyà-Benet                                                                               | BCIL 1988       | XX                                          | Valls Pl. del Blat, 7                                      | 41° 17′ 02″ N, 1° 14′ 53″ E / 41.28396°N,1.24795°E   | IPA-2424      | Ca Gomà (Valls) · Vegeu més fotos d'aquest monument · Carregueu una nova foto d'aquest monument                                                           |
| Ca Cameta del Pati                                                                                       | BCIL 1988       | Eclecticisme XX                             | Valls Pl. Pati, 1                                          | 41° 17′ 08″ N, 1° 14′ 59″ E / 41.28553°N,1.24983°E   | IPA-2425      | Ca Cameta del Pati (Valls) · Vegeu més fotos d'aquest monument · Carregueu una nova foto d'aquest monument                                                |
| Ca Trenchs Jordà                                                                                         | BCIL 1988       | Eclecticisme XX                             | Valls C. Peixateria, 17                                    | 41° 17′ 02″ N, 1° 14′ 57″ E / 41.28397°N,1.24907°E   | IPA-2426      | Ca Trenchs Jordà (Valls) · Vegeu més fotos d'aquest monument · Carregueu una nova foto d'aquest monument                                                  |
| Ca la Massona del Pati                                                                                   | BCIL 1988       | Modernisme XX                               | Valls Pl. Pati, 4                                          | 41° 17′ 08″ N, 1° 15′ 00″ E / 41.285627°N,1.249978°E | IPA-2427      | Ca la Massona del Pati (Valls) · Vegeu més fotos d'aquest monument · Carregueu una nova foto d'aquest monument                                            |
| Edifici a la plaça Pati, 6                                                                               |                 | Modernisme XX                               | Valls Pl. Pati, 6                                          | 41° 17′ 09″ N, 1° 15′ 01″ E / 41.28588°N,1.25021°E   | IPA-2428      | Edifici a la plaça Pati, 6 (Valls) · Vegeu més fotos d'aquest monument · Carregueu una nova foto d'aquest monument                                        |
| Ca Clariana                                                                                              | BCIL 1988       | Modernisme XIX                              | Valls C. Sant Sebastià, 3                                  | 41° 17′ 01″ N, 1° 15′ 00″ E / 41.28353°N,1.24989°E   | IPA-2429      | Ca Clariana (Valls) · Vegeu més fotos d'aquest monument · Carregueu una nova foto d'aquest monument                                                       |
| Ca Mercadé                                                                                               | BCIL 1988       | Noucentisme XX                              | Valls C. Major, 12                                         | 41° 17′ 01″ N, 1° 14′ 52″ E / 41.283589°N,1.247900°E | IPA-2432      | Ca Mercadé (Valls) · Vegeu més fotos d'aquest monument · Carregueu una nova foto d'aquest monument                                                        |
| Ca Pi, Ca Fàbregas                                                                                       | BCIL 1988       | Noucentisme Cèsar Martinell XX (1917)       | Valls C. de la Cort, 68                                    | 41° 17′ 08″ N, 1° 15′ 00″ E / 41.285417°N,1.249963°E | IPA-2433      | Ca Pi (Valls) · Vegeu més fotos d'aquest monument · Carregueu una nova foto d'aquest monument                                                             |
| Ca Jové                                                                                                  | BCIL 1988       | Noucentisme XX                              | Valls Pl. del Pati, 17                                     | 41° 17′ 07″ N, 1° 15′ 00″ E / 41.28522°N,1.25006°E   | IPA-2434      | Ca Jové (Valls) · Vegeu més fotos d'aquest monument · Carregueu una nova foto d'aquest monument                                                           |
| Ca Florensa                                                                                              | BCIL 1988       | Noucentisme XX                              | Valls Pl. Portal Nou, 22                                   | 41° 16′ 58″ N, 1° 14′ 46″ E / 41.28277°N,1.24612°E   | IPA-2435      | Ca Florensa (Valls) · Vegeu més fotos d'aquest monument · Carregueu una nova foto d'aquest monument                                                       |
| Sindicat Vell, Sindicat dels Rics, Celler Cooperatiu                                                     | BCIL 1988       | Noucentisme Josep M. Vives XX Inici         | Valls C. Marquès de Vallgornera, 9 - c. del Tren           | 41° 17′ 27″ N, 1° 15′ 19″ E / 41.290958°N,1.255374°E | IPA-2438      | Sindicat Vell (Valls) · Vegeu més fotos d'aquest monument · Carregueu una nova foto d'aquest monument                                                     |
| Xemeneia de Can Vallduví                                                                                 | BCIL 2021       | XIX                                         | Valls Ctra. de Montblanc, 4                                | 41° 17′ 15″ N, 1° 15′ 03″ E / 41.287623°N,1.250863°E | IPA-2439      | Xemeneia de Can Vallduví (Valls) · Vegeu més fotos d'aquest monument · Carregueu una nova foto d'aquest monument                                          |
| Estació de ferrocarril de Valls                                                                          | BCIL 1988       | XIX                                         | Valls Pl. Estació                                          | 41° 17′ 22″ N, 1° 15′ 31″ E / 41.28954°N,1.25869°E   | IPA-2441      | Estació de ferrocarril de Valls · Vegeu més fotos d'aquest monument · Carregueu una nova foto d'aquest monument                                           |
| Capella del Col·legi de Religioses del Cor de Maria                                                      | BCIL 2021       | Historicisme XX                             | Valls C. Cor de Maria, 2-4A                                | 41° 17′ 07″ N, 1° 14′ 54″ E / 41.28526°N,1.2484°E    | IPA-2451      | Capella del Col·legi de Religioses del Cor de Maria (Valls) · Vegeu més fotos d'aquest monument · Carregueu una nova foto d'aquest monument               |
| Font de Sant Antoni                                                                                      | BCIL 2021       | Noucentisme XX                              | Valls C. Sant Sebastià, 1, església de Sant Antoni         | 41° 17′ 01″ N, 1° 14′ 59″ E / 41.2837°N,1.24978°E    | IPA-2456      | Font de Sant Antoni (Valls) · Vegeu més fotos d'aquest monument · Carregueu una nova foto d'aquest monument                                               |
| Font Viatgera                                                                                            | BCIL 2021       | Neoclassicisme XIX                          | Valls Pl. del Carme                                        | 41° 16′ 56″ N, 1° 14′ 56″ E / 41.2821°N,1.2488°E     | IPA-2458      | Font Viatgera (Valls) · Vegeu més fotos d'aquest monument · Carregueu una nova foto d'aquest monument                                                     |
| Fornícules                                                                                               |                 | Obra popular XIX                            | Valls                                                      |                                                      | IPA-2462      | Fornícules (Valls) · Modifica el valor a Wikidata · Carregueu una nova foto d'aquest monument                                                             |
| Abeurador                                                                                                |                 | Obra popular XIX                            | Valls Pl. de Sant Francesc                                 | 41° 17′ 02″ N, 1° 15′ 07″ E / 41.28383°N,1.25198°E   | IPA-2463      | Carregueu una nova foto d'aquest monument |
| Barana de forja al carrer Sant Pere, 7                                                                   |                 | Obra popular XVIII                          | Valls C. Sant Pere, 7                                      |                                                      | IPA-2470      | Barana de forja (Valls) · Modifica el valor a Wikidata · Carregueu una nova foto d'aquest monument                                                        |
| Barana de forja al raval Sant Antoni, 65                                                                 |                 | Obra popular XVIII                          | Valls Raval de Sant Antoni, 65                             |                                                      | IPA-2471      | Barana de forja (Valls) · Modifica el valor a Wikidata · Carregueu una nova foto d'aquest monument                                                        |
| Centre de Lectura                                                                                        | BCIL 1988       | Eclecticisme, noucentisme XX                | Valls C. Cort, 44                                          | 41° 17′ 06″ N, 1° 14′ 58″ E / 41.28493°N,1.24948°E   | IPA-8005      | Centre de Lectura (Valls) · Vegeu més fotos d'aquest monument · Carregueu una nova foto d'aquest monument                                                 |
| Ca Clols                                                                                                 | BCIL 1988       | Monumentalisme academicista XX Inici        | Valls C. Cort, 47                                          | 41° 17′ 07″ N, 1° 14′ 58″ E / 41.28515°N,1.24945°E   | IPA-8006      | Ca Clols (Valls) · Vegeu més fotos d'aquest monument · Carregueu una nova foto d'aquest monument                                                          |
| Ca Català, Ca Puig Busquets                                                                              | BCIL 1988       | Noucentisme XX Inici                        | Valls Costa del Puntarró, 1                                | 41° 16′ 57″ N, 1° 14′ 51″ E / 41.28261°N,1.24738°E   | IPA-8009      | Ca Puig Busquets (Valls) · Vegeu més fotos d'aquest monument · Carregueu una nova foto d'aquest monument                                                  |
| Edifici a la plaça del Blat, 4                                                                           |                 | Darreres tendències XX                      | Valls Pl. del Blat, 4                                      | 41° 17′ 03″ N, 1° 14′ 52″ E / 41.28406°N,1.24786°E   | IPA-8010      | Edifici a la plaça del Blat, 4 (Valls) · Vegeu més fotos d'aquest monument · Carregueu una nova foto d'aquest monument                                    |
| Edifici a la plaça del Blat, 5, casa damunt el carrer Espardenyers, casa pont                            | BCIL 1988       | Obra popular XIX Final                      | Valls Pl. del Blat, 5 - c. dels Espardenyers               | 41° 17′ 03″ N, 1° 14′ 53″ E / 41.28404°N,1.24808°E   | IPA-8011      | Casa damunt el carrer Espardenyers (Valls) · Vegeu més fotos d'aquest monument · Carregueu una nova foto d'aquest monument                                |
| Ca Garriga, Ca Rovira                                                                                    | BCIL 1988       | Obra popular, neoclassicisme XIX Mitjan     | Valls C. Carme, 20                                         | 41° 16′ 58″ N, 1° 14′ 54″ E / 41.28291°N,1.24827°E   | IPA-8012      | Ca Garriga (Valls) · Vegeu més fotos d'aquest monument · Carregueu una nova foto d'aquest monument                                                        |
| Cases al carrer Muralla del Carme                                                                        |                 | Obra popular XVIII-XIX                      | Valls Muralla del Carme, 5-7-9                             | 41° 16′ 55″ N, 1° 14′ 54″ E / 41.28205°N,1.24822°E   | IPA-8013      | Cases al carrer Muralla del Carme (Valls) · Vegeu més fotos d'aquest monument · Carregueu una nova foto d'aquest monument                                 |
| Cooperativa Agrícola                                                                                     | BCIL 1988       | Noucentisme XX                              | Valls Pl. del Carme, 9                                     | 41° 16′ 56″ N, 1° 14′ 55″ E / 41.28226°N,1.24874°E   | IPA-8014      | Cooperativa Agrícola (Valls) · Vegeu més fotos d'aquest monument · Carregueu una nova foto d'aquest monument                                              |
| Ca Vallmoll, Casa Mallafré                                                                               | BCIL 1988       | Noucentisme XX Inici                        | Valls C. Carnisseria, 20                                   | 41° 16′ 59″ N, 1° 14′ 51″ E / 41.28306°N,1.24746°E   | IPA-8015      | Ca Vallmollé (Valls) · Vegeu més fotos d'aquest monument · Carregueu una nova foto d'aquest monument                                                      |
| Cases a la muralla del Castell                                                                           | BCIL 1988       | Obra popular XIX                            | Valls Muralla del Castell, 52-66-68-58                     | 41° 17′ 03″ N, 1° 15′ 06″ E / 41.28412°N,1.25176°E   | IPA-8016      | Cases a la muralla del Castell (Valls) · Vegeu més fotos d'aquest monument · Carregueu una nova foto d'aquest monument                                    |
| Can Blasi                                                                                                | BCIL 2021       | Noucentisme XX Inici                        | Valls Muralla del Castell, 65                              | 41° 17′ 06″ N, 1° 15′ 06″ E / 41.28488°N,1.2517°E    | IPA-8017      | Can Blasi (Valls) · Vegeu més fotos d'aquest monument · Carregueu una nova foto d'aquest monument                                                         |
| Ca Moja                                                                                                  | BCIL 1988       | Obra popular XVII                           | Valls C. de l'Església, 19                                 | 41° 17′ 00″ N, 1° 14′ 49″ E / 41.28327°N,1.24692°E   | IPA-8018      | Ca Moja (Valls) · Vegeu més fotos d'aquest monument · Carregueu una nova foto d'aquest monument                                                           |
| Ca Tost, antiga Banca Catalana                                                                           | BCIL 1988       | Noucentisme XX                              | Valls C. González Alba, 1                                  | 41° 17′ 07″ N, 1° 15′ 01″ E / 41.28515°N,1.2503°E    | IPA-8019      | Ca Tost (Valls) · Vegeu més fotos d'aquest monument · Carregueu una nova foto d'aquest monument                                                           |
| Ca Ribas, antic Registre de la Propietat                                                                 | BCIL 1988       | Eclecticisme XIX                            | Valls C. González Alba, 5                                  | 41° 17′ 06″ N, 1° 15′ 00″ E / 41.28505°N,1.25011°E   | IPA-8020      | Ca Ribas (Valls) · Vegeu més fotos d'aquest monument · Carregueu una nova foto d'aquest monument                                                          |
| Cal Coco                                                                                                 | BCIL 1988       | Neoclassicisme XIX Mitjan                   | Valls Pl. Portal Nou, 15                                   | 41° 16′ 55″ N, 1° 14′ 47″ E / 41.28201°N,1.24633°E   | IPA-8021      | Cal Coco (Valls) · Vegeu més fotos d'aquest monument · Carregueu una nova foto d'aquest monument                                                          |
| Ca Valentí del carrer Bosc, antiga Clínica Prats                                                         | BCIL 1988       | Barroc, darreres tendències XVII            | Valls C. d'en Bosc, 5                                      | 41° 17′ 06″ N, 1° 15′ 02″ E / 41.28503°N,1.25054°E   | IPA-8022      | Ca Valentí del carrer Bosc (Valls) · Vegeu més fotos d'aquest monument · Carregueu una nova foto d'aquest monument                                        |
| Ca Tell                                                                                                  | BCIL 1988       | Neoclassicisme XIX                          | Valls C. Carme, 31                                         | 41° 16′ 57″ N, 1° 14′ 56″ E / 41.28254°N,1.24896°E   | IPA-8023      | Ca Tell (Valls) · Vegeu més fotos d'aquest monument · Carregueu una nova foto d'aquest monument                                                           |
| Ca Panedès                                                                                               | BCIL 1988       | Neoclassicisme XIX                          | Valls C. del Carme, 33                                     | 41° 16′ 57″ N, 1° 14′ 57″ E / 41.28248°N,1.24905°E   | IPA-8024      | Ca Panedès (Valls) · Vegeu més fotos d'aquest monument · Carregueu una nova foto d'aquest monument                                                        |
| Rectoria de l'església de Sant Joan, Casa Parroquial                                                     | BCIL 1988       | Obra popular                                | Valls C. de l'Església, 2                                  | 41° 17′ 01″ N, 1° 14′ 49″ E / 41.28359°N,1.2469°E    | IPA-8025      | Rectoria de l'església de Sant Joan (Valls) · Vegeu més fotos d'aquest monument · Carregueu una nova foto d'aquest monument                               |
| Ca Mossèn Pau Figuerola, Can Mestieri                                                                    | BCIL 1988       | Obra popular XIX Mitjan                     | Valls C. de l'Església, 4                                  | 41° 17′ 01″ N, 1° 14′ 49″ E / 41.28349°N,1.24688°E   | IPA-8026      | Ca Mossèn Pau Figuerola (Valls) · Vegeu més fotos d'aquest monument · Carregueu una nova foto d'aquest monument                                           |
| Edifici a la plaça del Portal Nou, 16                                                                    | BCIL 1988       | Obra popular, neoclassicisme XIX-XX         | Valls Portal Nou, 16                                       | 41° 16′ 56″ N, 1° 14′ 47″ E / 41.28219°N,1.24634°E   | IPA-8027      | Edifici a la plaça del Portal Nou, 16 (Valls) · Vegeu més fotos d'aquest monument · Carregueu una nova foto d'aquest monument                             |
| Ca Mallafré, Joieria Or Fi                                                                               | BCIL 1988       | Noucentisme XX                              | Valls C. González Alba, 9                                  | 41° 17′ 06″ N, 1° 15′ 00″ E / 41.28492°N,1.25001°E   | IPA-8029      | Ca Mallafré (Valls) · Vegeu més fotos d'aquest monument · Carregueu una nova foto d'aquest monument                                                       |
| Ca Gomà del Pati, Ràdio Valls                                                                            | BCIL 1988       | Noucentisme XX Inici                        | Valls Pl. del Pati, 2                                      | 41° 17′ 08″ N, 1° 15′ 00″ E / 41.28561°N,1.2499°E    | IPA-8031      | Ca Gomà del Pati (Valls) · Vegeu més fotos d'aquest monument · Carregueu una nova foto d'aquest monument                                                  |
| Ca Dasca-Moragas, antic Banc Santander                                                                   | BCIL 1988       | Noucentisme XX Inici                        | Valls C. Cort, 1                                           | 41° 17′ 04″ N, 1° 14′ 52″ E / 41.28433°N,1.24783°E   | IPA-8036      | Ca Dasca-Moragas (Valls) · Vegeu més fotos d'aquest monument · Carregueu una nova foto d'aquest monument                                                  |
| Societat Anònima Cros, Magatzems Cros                                                                    | BCIL 1988       | Noucentisme 1922-1924                       | Valls Muralla Sant Antoni, 10                              | 41° 17′ 04″ N, 1° 14′ 52″ E / 41.28456°N,1.24771°E   | IPA-8067      | Societat Anònima Cros (Valls) · Vegeu més fotos d'aquest monument · Carregueu una nova foto d'aquest monument                                             |
| Ca Foraster-Dasca, Ca Foraster, Can Dasca                                                                | BCIL 1988       | Obra popular XVII, XIX                      | Valls C. Cort, 5 - muralla de Sant Antoni, 16              | 41° 17′ 04″ N, 1° 14′ 53″ E / 41.28438°N,1.24807°E   | IPA-8037      | Ca Foraster-Dasca (Valls) · Vegeu més fotos d'aquest monument · Carregueu una nova foto d'aquest monument                                                 |
| Casa al carrer Cort, 17, Foto-cine Masip                                                                 |                 | Eclecticisme XIX Final                      | Valls C. Cort, 17                                          | 41° 17′ 04″ N, 1° 14′ 55″ E / 41.28449°N,1.24849°E   | IPA-8038      | Casa al carrer Cort, 17 (Valls) · Vegeu més fotos d'aquest monument · Carregueu una nova foto d'aquest monument                                           |
| Ca Padró, Ca Banús, el Pati                                                                              | BCIL 1988       | Obra popular, neoclassicisme XIX Final      | Valls C. Cort, 22                                          | 41° 17′ 04″ N, 1° 14′ 56″ E / 41.28457°N,1.24901°E   | IPA-8039      | Ca Padró (Valls) · Vegeu més fotos d'aquest monument · Carregueu una nova foto d'aquest monument                                                          |
| Perfumeria Pijuan                                                                                        |                 | Obra popular XX Inici                       | Valls C. Cort, 23                                          | 41° 17′ 04″ N, 1° 14′ 55″ E / 41.28458°N,1.2487°E    | IPA-8040      | Perfumeria Pijuan (Valls) · Vegeu més fotos d'aquest monument · Carregueu una nova foto d'aquest monument                                                 |
| Casa al carrer de la Cort, 25, antic Banesto                                                             |                 | Noucentisme XX Inici                        | Valls C. Cort, 25                                          | 41° 17′ 05″ N, 1° 14′ 56″ E / 41.28461°N,1.24882°E   | IPA-8041      | Casa al carrer de la Cort, 25 (Valls) · Vegeu més fotos d'aquest monument · Carregueu una nova foto d'aquest monument                                     |
| Casa Ulldemolins                                                                                         |                 | Noucentisme XX                              | Valls C. Cort, 28                                          | 41° 17′ 05″ N, 1° 14′ 57″ E / 41.28471°N,1.24922°E   | IPA-8042      | Casa Ulldemolins (Valls) · Vegeu més fotos d'aquest monument · Carregueu una nova foto d'aquest monument                                                  |
| Casa al carrer Boronat, 1                                                                                | BCIL 1988       | Noucentisme XX Inici                        | Valls C. Boronat, 1 - muralla del Carme                    | 41° 16′ 55″ N, 1° 14′ 51″ E / 41.28193°N,1.24751°E   | IPA-8043      | Casa al carrer Boronat, 1 (Valls) · Vegeu més fotos d'aquest monument · Carregueu una nova foto d'aquest monument                                         |
| Casa Ciutat                                                                                              |                 | Noucentisme XX Inici                        | Valls C. Hort dels Alls (enderrocada)                      | 41° 16′ 53″ N, 1° 14′ 50″ E / 41.28146°N,1.24718°E   | IPA-8044      | Carregueu una nova foto d'aquest monument |
| Ca l'Orga, Pastisseria Estevet                                                                           | BCIL 1988       | Noucentisme XX                              | Valls C. Sant Antoni, 4                                    | 41° 17′ 00″ N, 1° 14′ 53″ E / 41.28346°N,1.24815°E   | IPA-8046      | Ca l'Orga (Valls) · Vegeu més fotos d'aquest monument · Carregueu una nova foto d'aquest monument                                                         |
| Cal Blanco                                                                                               | BCIL 1988       | Eclecticisme XIX Final                      | Valls C. Sant Antoni, 37                                   | 41° 17′ 02″ N, 1° 14′ 58″ E / 41.283754°N,1.249368°E | IPA-8047      | Cal Blanco (Valls) · Vegeu més fotos d'aquest monument · Carregueu una nova foto d'aquest monument                                                        |
| Casa al carrer Sant Antoni, 53                                                                           |                 | Eclecticisme XX Inici                       | Valls C. Sant Antoni, 53                                   | 41° 17′ 02″ N, 1° 14′ 59″ E / 41.28386°N,1.24977°E   | IPA-8048      | Casa al carrer Sant Antoni, 53 (Valls) · Vegeu més fotos d'aquest monument · Carregueu una nova foto d'aquest monument                                    |
| Ca Vives                                                                                                 | BCIL 1988       | Obra popular XX Inici                       | Valls C. Sant Antoni, 69                                   | 41° 17′ 02″ N, 1° 15′ 01″ E / 41.28401°N,1.25035°E   | IPA-8049      | Ca Vives (Valls) · Vegeu més fotos d'aquest monument · Carregueu una nova foto d'aquest monument                                                          |
| Ca Robusté                                                                                               | BCIL 1988       | Eclecticisme XIX Final                      | Valls C. Carnisseria, 23                                   | 41° 16′ 59″ N, 1° 14′ 51″ E / 41.28295°N,1.24753°E   | IPA-8051      | Ca Robusté (Valls) · Vegeu més fotos d'aquest monument · Carregueu una nova foto d'aquest monument                                                        |
| Ca Ferran, antiga sinagoga jueva                                                                         | BCIL 1988       | Eclecticisme XIII, XVIII                    | Valls C. de l'Església, 17                                 | 41° 17′ 00″ N, 1° 14′ 49″ E / 41.28335°N,1.24694°E   | IPA-8052      | Ca Ferran (Valls) · Modifica el valor a Wikidata · Carregueu una nova foto d'aquest monument                                                              |
| Edifici al carrer dels Metges, 23                                                                        | BCIL 1988       | Eclecticisme XX Final                       | Valls C. Metges, 23                                        | 41° 16′ 57″ N, 1° 14′ 53″ E / 41.282484°N,1.247972°E | IPA-8053      | Edifici al carrer dels Metges, 23 (Valls) · Vegeu més fotos d'aquest monument · Carregueu una nova foto d'aquest monument                                 |
| Arcs del celler del Paborde                                                                              | BCIL 1988       | Obra popular XIX                            | Valls C. Escrivania, 1-3-5                                 | 41° 17′ 02″ N, 1° 14′ 51″ E / 41.283815°N,1.247386°E | IPA-8063      | Arcs del celler Paborde (Valls) · Vegeu més fotos d'aquest monument · Carregueu una nova foto d'aquest monument                                           |
| Edifici al carrer Montserrat, 13                                                                         | BCIL 1988       | Eclecticisme XX Inici                       | Valls C. Montserrat, 13                                    | 41° 16′ 58″ N, 1° 14′ 43″ E / 41.28289°N,1.24521°E   | IPA-8064      | Edifici al carrer Montserrat, 13 (Valls) · Vegeu més fotos d'aquest monument · Carregueu una nova foto d'aquest monument                                  |
| Edifici al carrer Sant Antoni, 78                                                                        |                 | Eclecticisme XIX                            | Valls C. Sant Antoni, 78                                   | 41° 17′ 02″ N, 1° 15′ 04″ E / 41.283919°N,1.250974°E | IPA-8065      | Edifici al carrer Sant Antoni, 78 (Valls) · Vegeu més fotos d'aquest monument · Carregueu una nova foto d'aquest monument                                 |
| Barrau y Cia                                                                                             |                 | Art Déco XX Inici                           | Valls Muralla Sant Antoni, 1                               | 41° 16′ 59″ N, 1° 14′ 46″ E / 41.28299°N,1.24621°E   | IPA-8066      | Barrau y Cia (Valls) · Vegeu més fotos d'aquest monument · Carregueu una nova foto d'aquest monument                                                      |
| Edifici a la muralla Sant Antoni, 22                                                                     |                 | Racionalisme XX                             | Valls Muralla Sant Antoni, 22                              | 41° 17′ 05″ N, 1° 14′ 54″ E / 41.28468°N,1.24834°E   | IPA-8068      | Edifici a la muralla Sant Antoni, 22 (Valls) · Vegeu més fotos d'aquest monument · Carregueu una nova foto d'aquest monument                              |
| Casa a la muralla Sant Antoni, 50                                                                        |                 | Monumentalisme academicista XX              | Valls Muralla Sant Antoni, 50                              | 41° 17′ 06″ N, 1° 14′ 58″ E / 41.2851°N,1.24957°E    | IPA-8069      | Casa a la muralla Sant Antoni, 50 (Valls) · Vegeu més fotos d'aquest monument · Carregueu una nova foto d'aquest monument                                 |
| Ca Xapes, Llar de Jubilats                                                                               | BCIL 1988       | Eclecticisme XX Inici                       | Valls Muralla Sant Antoni, 97                              | 41° 17′ 08″ N, 1° 14′ 57″ E / 41.28544°N,1.24921°E   | IPA-8070      | Ca Xapes (Valls) · Vegeu més fotos d'aquest monument · Carregueu una nova foto d'aquest monument                                                          |
| Edifici al carrer Muralla Sant Antoni, 109                                                               | BCIL 1988       | Eclecticisme XIX Final                      | Valls Muralla Sant Antoni, 109                             | 41° 17′ 10″ N, 1° 15′ 00″ E / 41.28608°N,1.2499°E    | IPA-8071      | Edifici al carrer Muralla Sant Antoni, 109 (Valls) · Vegeu més fotos d'aquest monument · Carregueu una nova foto d'aquest monument                        |
| Edifici al carrer Muralla Sant Antoni, 111                                                               | BCIL 1988       | Eclecticisme, modernisme XIX Final          | Valls Muralla Sant Antoni, 111                             | 41° 17′ 10″ N, 1° 15′ 00″ E / 41.28617°N,1.24995°E   | IPA-8072      | Edifici al carrer Muralla Sant Antoni, 111 (Valls) · Vegeu més fotos d'aquest monument · Carregueu una nova foto d'aquest monument                        |
| Ca Bella, Ca Català, edifici Mercado                                                                     | BCIL 1988       | Noucentisme XX Inici                        | Valls C. Tomàs Caylà, 1                                    | 41° 16′ 58″ N, 1° 14′ 50″ E / 41.28281°N,1.24712°E   | IPA-8073      | Ca Bella (Valls) · Vegeu més fotos d'aquest monument · Carregueu una nova foto d'aquest monument                                                          |
| Ca Montserrat Llopis, Panaderia Pérez Travé, Ca Porta                                                    | BCIL 1988       | Neoclassicisme                              | Valls C. Tomàs Caylà, 9                                    | 41° 16′ 58″ N, 1° 14′ 48″ E / 41.2829°N,1.24672°E    | IPA-8075      | Ca Montserrat Llopis (Valls) · Vegeu més fotos d'aquest monument · Carregueu una nova foto d'aquest monument                                              |
| Edifici i capella de les Monges Carmelites Missioneres Teresianes, Capella de les Germanes de la Caritat | BCIL 2021       | Noucentisme, historicisme XIX Final         | Valls Muralla del Castell, 37 - c. Germans Sant Gabriel, 2 | 41° 17′ 08″ N, 1° 15′ 05″ E / 41.28562°N,1.25148°E   | IPA-8076      | Edifici i capella de les Monges Carmelites Missioneres Teresianes (Valls) · Vegeu més fotos d'aquest monument · Carregueu una nova foto d'aquest monument |
| Farmàcia Viscasillas                                                                                     | BCIL 2021       | Eclecticisme, noucentisme XX Inici          | Valls C. Peixateria, 9 - c. Forn Nou                       | 41° 17′ 03″ N, 1° 14′ 56″ E / 41.28421°N,1.24891°E   | IPA-8077      | Farmàcia Viscasillas (Valls) · Vegeu més fotos d'aquest monument · Carregueu una nova foto d'aquest monument                                              |
| Edifici al carrer Anselm Clavé, 29                                                                       | BCIL 2021       | Noucentisme XX Inici                        | Valls C. Anselm Clavé, 29                                  | 41° 17′ 13″ N, 1° 15′ 11″ E / 41.28682°N,1.25295°E   | IPA-8078      | Edifici al carrer Anselm Clavé, 29 (Valls) · Vegeu més fotos d'aquest monument · Carregueu una nova foto d'aquest monument                                |
| Cases de la plaça de l'Oli, 5-6                                                                          |                 | Obra popular XVI                            | Valls Pl. de l'Oli, 5-6                                    | 41° 17′ 02″ N, 1° 14′ 56″ E / 41.28394°N,1.2488°E    | IPA-8079      | Cases de la plaça de l'Oli, 5-6 (Valls) · Vegeu més fotos d'aquest monument · Carregueu una nova foto d'aquest monument                                   |
| Pont de Farigola                                                                                         | BCIL 1988       | Obra popular                                | Valls                                                      | 41° 17′ 09″ N, 1° 14′ 49″ E / 41.28575°N,1.24699°E   | IPA-14707     | Pont de Farigola (Valls) · Vegeu més fotos d'aquest monument · Carregueu una nova foto d'aquest monument                                                  |
| Pont d'en Cabrer                                                                                         |                 | Obra popular                                | Valls                                                      | 41° 16′ 59″ N, 1° 14′ 42″ E / 41.282981°N,1.245012°E | IPA-14708     | Pont d'en Cabrer (Valls) · Vegeu més fotos d'aquest monument · Carregueu una nova foto d'aquest monument                                                  |
| Refugi antiaeri de Valls                                                                                 |                 | XX                                          | Valls Pl. del Blat                                         | 41° 17′ 03″ N, 1° 14′ 52″ E / 41.28415°N,1.24766°E   | IPA-30658     | Refugi antiaeri (Valls) · Vegeu més fotos d'aquest monument · Carregueu una nova foto d'aquest monument                                                   |
| Nucli central de Valls                                                                                   | BCIL 1988       | Obra popular XII                            | Valls                                                      | 41° 17′ 00″ N, 1° 14′ 56″ E / 41.28325°N,1.2488°E    | IPA-36572     | Nucli central de Valls · Vegeu més fotos d'aquest monument · Carregueu una nova foto d'aquest monument                                                    |
| Ca Rull                                                                                                  | BCIL 2008       | XIX Final                                   | Valls Ctra. de Tarragona, 16                               | 41° 16′ 49″ N, 1° 14′ 47″ E / 41.28026°N,1.24647°E   | IPA-38226     | Ca Rull (Valls) · Vegeu més fotos d'aquest monument · Carregueu una nova foto d'aquest monument                                                           |
| Cal Clols                                                                                                | BCIL 2008       | XIX Final                                   | Valls Ctra. Tarragona, 14                                  | 41° 16′ 50″ N, 1° 14′ 48″ E / 41.28056°N,1.24653°E   | IPA-38227     | Cal Clols (Valls) · Vegeu més fotos d'aquest monument · Carregueu una nova foto d'aquest monument                                                         |
| Ca Gallissà, Pastisseria Moix                                                                            | BCIL 1988       | Barroc XVIII, XIX                           | Valls C. de la Cort, 16                                    | 41° 17′ 04″ N, 1° 14′ 55″ E / 41.284434°N,1.248700°E | IPA-41970     | Ca Gallissà (Valls) · Vegeu més fotos d'aquest monument · Carregueu una nova foto d'aquest monument                                                       |
| Ca Salat, antic Banc Central                                                                             | BCIL 1988       | XX                                          | Valls C. de la Cort, 43                                    | 41° 17′ 06″ N, 1° 14′ 58″ E / 41.285048°N,1.249398°E | IPA-41971     | Ca Salat (Valls) · Vegeu més fotos d'aquest monument · Carregueu una nova foto d'aquest monument                                                          |
| Ca Sanromà                                                                                               | BCIL 1988       | XIX                                         | Valls C. de la Cort, 55                                    | 41° 17′ 07″ N, 1° 14′ 59″ E / 41.285328°N,1.249665°E | IPA-41972     | Ca Sanromà (Valls) · Vegeu més fotos d'aquest monument · Carregueu una nova foto d'aquest monument                                                        |
| Ca l'Espanyol del carrer de la Cort                                                                      | BCIL 1988       | Renaixement XVII                            | Valls C. de la Cort, 66                                    | 41° 17′ 07″ N, 1° 14′ 59″ E / 41.285406°N,1.249816°E | IPA-41973     | Ca l'Espanyol del carrer de la Cort (Valls) · Vegeu més fotos d'aquest monument · Carregueu una nova foto d'aquest monument                               |
| Ca Cartanyà                                                                                              | BCIL 1988       | Modernisme XX                               | Valls C. Sant Antoni, 11                                   | 41° 17′ 01″ N, 1° 14′ 54″ E / 41.283556°N,1.248345°E | IPA-41977     | Ca Cartanyà (Valls) · Vegeu més fotos d'aquest monument · Carregueu una nova foto d'aquest monument                                                       |
| Ca Arnet, La Mainada                                                                                     | BCIL 1988       | XVIII, XX                                   | Valls C. Sant Antoni, 47                                   | 41° 17′ 02″ N, 1° 14′ 59″ E / 41.283828°N,1.249647°E | IPA-41979     | Ca Arnet (Valls) · Vegeu més fotos d'aquest monument · Carregueu una nova foto d'aquest monument                                                          |
| Ca Català                                                                                                | BCIL 1988       | Noucentisme XX                              | Valls C. Sant Antoni, 52                                   | 41° 17′ 02″ N, 1° 14′ 59″ E / 41.283782°N,1.249719°E | IPA-41980     | Ca Català (Valls) · Vegeu més fotos d'aquest monument · Carregueu una nova foto d'aquest monument                                                         |
| Ca Torné                                                                                                 | BCIL 1988       | XIX                                         | Valls C. Sant Antoni, 55-57                                | 41° 17′ 02″ N, 1° 15′ 00″ E / 41.283920°N,1.249921°E | IPA-41981     | Ca Torné (Valls) · Vegeu més fotos d'aquest monument · Carregueu una nova foto d'aquest monument                                                          |
| Casa al carrer Sant Antoni, 62                                                                           | BCIL 1988       |                                             | Valls C. Sant Antoni, 62                                   | 41° 17′ 02″ N, 1° 15′ 02″ E / 41.283961°N,1.250462°E | IPA-41982     | Casa al carrer Sant Antoni, 62 (Valls) · Vegeu més fotos d'aquest monument · Carregueu una nova foto d'aquest monument                                    |
| Casa damunt el passatge Gassó                                                                            | BCIL 1988       | XVIII, XX                                   | Valls Ptge. Gassó - c. d'en Gassó                          | 41° 17′ 05″ N, 1° 15′ 04″ E / 41.284809°N,1.251001°E | IPA-41984     | Casa damunt el passatge Gassó (Valls) · Vegeu més fotos d'aquest monument · Carregueu una nova foto d'aquest monument                                     |
| Casa al carrer Santa Anna, 2                                                                             | BCIL 1988       | Barroc XVIII                                | Valls C. Santa Anna, 2                                     | 41° 17′ 06″ N, 1° 15′ 01″ E / 41.284880°N,1.250219°E | IPA-41985     | Casa al carrer Santa Anna, 2 (Valls) · Vegeu més fotos d'aquest monument · Carregueu una nova foto d'aquest monument                                      |
| Habitatge al carrer Sant Oleguer, 3, Floristeria Nino                                                    | BCIL 1988       | XIX                                         | Valls C. Sant Oleguer, 3                                   | 41° 17′ 02″ N, 1° 14′ 53″ E / 41.283783°N,1.248108°E | IPA-41988     | Habitatge al carrer Sant Oleguer, 3 (Valls) · Vegeu més fotos d'aquest monument · Carregueu una nova foto d'aquest monument                               |
| Casa pont al carrer de la Verdura                                                                        | BCIL 1988       | XIV, XIX                                    | Valls C. Espardenyers, 16 - c. de la Verdura               | 41° 17′ 03″ N, 1° 14′ 55″ E / 41.284028°N,1.248541°E | IPA-41989     | Casa pont al carrer de la Verdura (Valls) · Vegeu més fotos d'aquest monument · Carregueu una nova foto d'aquest monument                                 |
| Casa pont al carrer Mercat                                                                               | BCIL 1988       | XIV, XIX                                    | Valls Pl. de l'Oli, 12 - c. del Mercat                     | 41° 17′ 01″ N, 1° 14′ 56″ E / 41.283739°N,1.248891°E | IPA-41990     | Casa pont al carrer Mercat (Valls) · Vegeu més fotos d'aquest monument · Carregueu una nova foto d'aquest monument                                        |
| Ca Teixidor, Ca Móra, botiga Hermenegildo                                                                | BCIL 1988       | Barroc, gòtic XIV, XVII                     | Valls C. Major, 10                                         | 41° 17′ 02″ N, 1° 14′ 52″ E / 41.283767°N,1.247865°E | IPA-41991     | Ca Teixidor (Valls) · Vegeu més fotos d'aquest monument · Carregueu una nova foto d'aquest monument                                                       |
| Ca Tomàs                                                                                                 | BCIL 1988       | XIX                                         | Valls C. Carnisseria, 7                                    | 41° 17′ 00″ N, 1° 14′ 52″ E / 41.283315°N,1.247760°E | IPA-41992     | Ca Tomàs (Valls) · Vegeu més fotos d'aquest monument · Carregueu una nova foto d'aquest monument                                                          |
| Ca la Mirona                                                                                             | BCIL 1988       | XVIII, XIX                                  | Valls C. dels Metges, 7                                    | 41° 16′ 58″ N, 1° 14′ 54″ E / 41.282806°N,1.248356°E | IPA-41996     | Ca la Mirona (Valls) · Vegeu més fotos d'aquest monument · Carregueu una nova foto d'aquest monument                                                      |
| Ca Plana                                                                                                 | BCIL 1988       | XIX                                         | Valls C. dels Metges, 11                                   | 41° 16′ 58″ N, 1° 14′ 54″ E / 41.282773°N,1.248319°E | IPA-41997     | Ca Plana (Valls) · Vegeu més fotos d'aquest monument · Carregueu una nova foto d'aquest monument                                                          |
| Casa al carrer dels Metges, 33                                                                           |                 | XX                                          | Valls C. dels Metges, 33 (enderrocat)                      | 41° 16′ 56″ N, 1° 14′ 52″ E / 41.282330°N,1.247648°E | IPA-41998     | Casa al carrer dels Metges, 33 (Valls) · Vegeu més fotos d'aquest monument · Carregueu una nova foto d'aquest monument                                    |
| Casa al carrer Flavià, 8                                                                                 | BCIL 1988       | Obra popular XVIII                          | Valls C. Flavià, 8                                         | 41° 16′ 58″ N, 1° 14′ 56″ E / 41.282873°N,1.248958°E | IPA-41999     | Casa al carrer Flavià, 8 (Valls) · Vegeu més fotos d'aquest monument · Carregueu una nova foto d'aquest monument                                          |
| Casa al carrer Flavià, 12                                                                                | BCIL 1988       | Obra popular                                | Valls C. Flavià, 12                                        | 41° 16′ 58″ N, 1° 14′ 56″ E / 41.282818°N,1.249019°E | IPA-42000     | Casa al carrer Flavià, 12 (Valls) · Vegeu més fotos d'aquest monument · Carregueu una nova foto d'aquest monument                                         |
| Casa al carrer Santa Marina, 12                                                                          | BCIL 1988       | Obra popular XIX, XX                        | Valls C. Santa Marina, 12                                  | 41° 16′ 59″ N, 1° 14′ 57″ E / 41.283060°N,1.249149°E | IPA-42001     | Casa al carrer Santa Marina, 12 (Valls) · Vegeu més fotos d'aquest monument · Carregueu una nova foto d'aquest monument                                   |
| Cases al carrer Santa Marina, 34-40                                                                      | BCIL 1988       | Obra popular, barroc XVIII, XX              | Valls C. Santa Marina, 34-40 - c. Sant Francesc            | 41° 16′ 58″ N, 1° 14′ 58″ E / 41.282724°N,1.249560°E | IPA-42002     | Cases al carrer Santa Marina, 34-40 (Valls) · Vegeu més fotos d'aquest monument · Carregueu una nova foto d'aquest monument                               |
| Casa al carrer Santa Marina, 27, Club d'Escacs                                                           | BCIL 1988       | XIX                                         | Valls C. Santa Marina, 27                                  | 41° 16′ 58″ N, 1° 14′ 58″ E / 41.282838°N,1.249468°E | IPA-42003     | Casa al carrer Santa Marina, 27 (Valls) · Vegeu més fotos d'aquest monument · Carregueu una nova foto d'aquest monument                                   |
| Casa al carrer Sant Sebastià, 5                                                                          | BCIL 1988       | Eclecticisme XIX                            | Valls C. Sant Sebastià, 5                                  | 41° 17′ 01″ N, 1° 15′ 00″ E / 41.283502°N,1.249908°E | IPA-42005     | Casa al carrer Sant Sebastià, 5 (Valls) · Vegeu més fotos d'aquest monument · Carregueu una nova foto d'aquest monument                                   |
| Casa al carrer Sant Sebastià, 26                                                                         | BCIL 1988       | XIX, XX                                     | Valls C. Sant Sebastià, 26 (enderrocada)                   | 41° 16′ 59″ N, 1° 15′ 01″ E / 41.283172°N,1.250151°E | IPA-42006     | Casa al carrer Sant Sebastià, 26 (Valls) · Vegeu més fotos d'aquest monument · Carregueu una nova foto d'aquest monument                                  |
| Casa al carrer Santa Úrsula, 2                                                                           | BCIL 1988       | XIX                                         | Valls C. Santa Úrsula, 2 - c. Santa Marina                 | 41° 17′ 00″ N, 1° 14′ 56″ E / 41.283326°N,1.248930°E | IPA-42007     | Casa al carrer Santa Úrsula, 2 (Valls) · Vegeu més fotos d'aquest monument · Carregueu una nova foto d'aquest monument                                    |
| Casa al carrer Muralla de Sant Francesc, 7                                                               | BCIL 1988       |                                             | Valls C. Muralla de Sant Francesc, 7 (enderrocada)         | 41° 16′ 57″ N, 1° 14′ 58″ E / 41.282521°N,1.249463°E | IPA-42008     | Casa al carrer Muralla de Sant Francesc, 7 (Valls) · Vegeu més fotos d'aquest monument · Carregueu una nova foto d'aquest monument                        |
| Casa al carrer Muralla de Sant Francesc, 43                                                              | BCIL 1988       | Obra popular, barroc XVIII, XX              | Valls C. Muralla de Sant Francesc, 43                      | 41° 17′ 01″ N, 1° 15′ 03″ E / 41.283494°N,1.250853°E | IPA-42010     | Casa al carrer Muralla de Sant Francesc, 43 (Valls) · Vegeu més fotos d'aquest monument · Carregueu una nova foto d'aquest monument                       |
| Casa al carrer Muralla de Sant Francesc, 49                                                              | BCIL 1988       | Obra popular XIX-XX                         | Valls C. Muralla de Sant Francesc, 49                      | 41° 17′ 01″ N, 1° 15′ 03″ E / 41.28359°N,1.25096°E   | IPA-42011     | Casa al carrer Muralla de Sant Francesc, 49 (Valls) · Modifica el valor a Wikidata · Carregueu una nova foto d'aquest monument                            |
| Casa a la muralla de Sant Francesc, 51-53                                                                | BCIL 1988       | XIX, XX                                     | Valls C. Muralla de Sant Francesc, 51-53                   | 41° 17′ 01″ N, 1° 15′ 04″ E / 41.283635°N,1.251014°E | IPA-42012     | Casa a la muralla de Sant Francesc, 51-53 (Valls) · Vegeu més fotos d'aquest monument · Carregueu una nova foto d'aquest monument                         |
| Casa al carrer Boronat, 13                                                                               | BCIL 2005       | Obra popular XIX                            | Valls C. Boronat, 13                                       | 41° 16′ 54″ N, 1° 14′ 51″ E / 41.28171°N,1.24763°E   | IPA-42013     | Casa al carrer Boronat, 13 (Valls) · Modifica el valor a Wikidata · Carregueu una nova foto d'aquest monument                                             |
| Casa al carrer Muralla de Sant Antoni, 81                                                                | BCIL 1988       | XIX                                         | Valls C. Muralla de Sant Antoni, 81                        | 41° 17′ 06″ N, 1° 14′ 55″ E / 41.284905°N,1.248673°E | IPA-42020     | Casa al carrer Muralla de Sant Antoni, 81 (Valls) · Vegeu més fotos d'aquest monument · Carregueu una nova foto d'aquest monument                         |
| Casa al carrer Muralla de Sant Antoni, 83                                                                | BCIL 1988       | Eclecticisme XIX                            | Valls C. Muralla de Sant Antoni, 83                        | 41° 17′ 06″ N, 1° 14′ 56″ E / 41.284970°N,1.248818°E | IPA-42021     | Casa al carrer Muralla de Sant Antoni, 83 (Valls) · Vegeu més fotos d'aquest monument · Carregueu una nova foto d'aquest monument                         |
| Casa al carrer Muralla de Sant Antoni, 117                                                               | BCIL 1988       | Neoclassicisme XIX                          | Valls C. Muralla de Sant Antoni, 117                       | 41° 17′ 11″ N, 1° 15′ 01″ E / 41.286445°N,1.250194°E | IPA-42025     | Casa al carrer Muralla de Sant Antoni, 117 (Valls) · Vegeu més fotos d'aquest monument · Carregueu una nova foto d'aquest monument                        |
| Casa al carrer Sant Benet, 19                                                                            | BCIL 1988       | XIX                                         | Valls C. Sant Benet, 19                                    | 41° 17′ 08″ N, 1° 14′ 53″ E / 41.285491°N,1.247943°E | IPA-42028     | Casa al carrer Sant Benet, 19 (Valls) · Vegeu més fotos d'aquest monument · Carregueu una nova foto d'aquest monument                                     |
| Casa al carrer Sant Benet, 21                                                                            | BCIL 1988       | Obra popular XIX                            | Valls C. Sant Benet, 21 - pl. Ramon Barbat                 | 41° 17′ 08″ N, 1° 14′ 53″ E / 41.285612°N,1.248028°E | IPA-42029     | Casa al carrer Sant Benet, 21 (Valls) · Vegeu més fotos d'aquest monument · Carregueu una nova foto d'aquest monument                                     |
| Ca Montserrat Cuadrada i el molí de la Costa de Portal Nou                                               | BCIL 1988       | XV, XIX                                     | Valls C. Portal Nou, 5-9                                   | 41° 16′ 59″ N, 1° 14′ 40″ E / 41.282932°N,1.244407°E | IPA-42030     | Ca Montserrat Cuadrada (Valls) · Vegeu més fotos d'aquest monument · Carregueu una nova foto d'aquest monument                                            |
| Casa al carrer Sant Francesc, 34-36                                                                      | BCIL 2005       | Obra popular XIX                            | Valls C. Sant Francesc, 34-36                              | 41° 16′ 56″ N, 1° 14′ 53″ E / 41.28229°N,1.24812°E   | IPA-42031     | Casa al carrer Sant Francesc, 34-36 (Valls) · Modifica el valor a Wikidata · Carregueu una nova foto d'aquest monument                                    |
| Casa pont al carrer Escrivania                                                                           | BCIL 1988       | XIV, XIX                                    | Valls C. dels Jueus, 6 - c. Escrivania                     | 41° 17′ 01″ N, 1° 14′ 51″ E / 41.283580°N,1.247624°E | IPA-42033     | Casa pont al carrer Escrivania (Valls) · Vegeu més fotos d'aquest monument · Carregueu una nova foto d'aquest monument                                    |
| Can Carreras, Esparters                                                                                  | BCIL 1988       | XVIII, XIX                                  | Valls C. d'en Simó - c. Major, 6                           | 41° 17′ 02″ N, 1° 14′ 52″ E / 41.283797°N,1.247693°E | IPA-42034     | Can Carreras (Valls) · Vegeu més fotos d'aquest monument · Carregueu una nova foto d'aquest monument                                                      |
| Casa al carrer dels Jueus, 10                                                                            | BCIL 1988       | Obra popular                                | Valls C. dels Jueus, 10                                    | 41° 17′ 01″ N, 1° 14′ 51″ E / 41.283484°N,1.247547°E | IPA-42035     | Casa al carrer dels Jueus, 10 (Valls) · Vegeu més fotos d'aquest monument · Carregueu una nova foto d'aquest monument                                     |
| Col·legi de la Candela, antic Grup Escolar                                                               | BCIL 1988       | Darreres tendències XX                      | Valls Pg. dels Caputxins, 16                               | 41° 17′ 18″ N, 1° 15′ 07″ E / 41.288317°N,1.251927°E | IPA-42057     | Col·legi de la Candela (Valls) · Vegeu més fotos d'aquest monument · Carregueu una nova foto d'aquest monument                                            |
| Dona que es pentina                                                                                      | BCIL 2021       | Noucentisme Esteve Monegal i Prat XX        | Valls Pl. El Pati                                          | 41° 17′ 08″ N, 1° 15′ 00″ E / 41.285492°N,1.250097°E | IPA-45962     | Dona que es pentina (Valls) · Vegeu més fotos d'aquest monument · Carregueu una nova foto d'aquest monument                                               |
| Plaça del Quarter                                                                                        |                 | Noucentisme XX                              | Valls Pl. del Quarter                                      | 41° 17′ 12″ N, 1° 15′ 09″ E / 41.2866°N,1.2526°E     | IPA-50672     | Plaça del Quarter (Valls) · Carregueu una nova foto d'aquest monument                                                                                     |
| Antic estudi                                                                                             | BCIL 2021       | Medieval                                    | Valls C. de l'Església, 25 - c. dels Jueus                 | 41° 16′ 59″ N, 1° 14′ 49″ E / 41.28312°N,1.24682°E   | IPA-52971     | Antic estudi (Valls) · Modifica el valor a Wikidata · Carregueu una nova foto d'aquest monument                                                           |
| Edifici al carrer Tomàs Caylà, 4                                                                         | BCIL 2021       | XIV, XVIII                                  | Valls C. Tomàs Caylà, 4                                    | 41° 16′ 59″ N, 1° 14′ 49″ E / 41.28292°N,1.24706°E   | IPA-52972     | Edifici al carrer Tomàs Caylà, 4 (Valls) · Modifica el valor a Wikidata · Carregueu una nova foto d'aquest monument                                       |
| Ca Pontarró                                                                                              | BCIL 2021       | XIV-XVI                                     | Valls Costa del Puntarró, 4-6                              | 41° 16′ 57″ N, 1° 14′ 50″ E / 41.28258°N,1.24726°E   | IPA-52973     | Ca Pontarró (Valls) · Modifica el valor a Wikidata · Carregueu una nova foto d'aquest monument                                                            |
| Habitatge al carrer del Carme, 22                                                                        | BCIL 2021       | XIV-XVII                                    | Valls C. del Carme, 22 - c. dels Metges                    | 41° 16′ 59″ N, 1° 14′ 54″ E / 41.28292°N,1.24839°E   | IPA-52976     | Habitatge al carrer del Carme, 22 (Valls) · Modifica el valor a Wikidata · Carregueu una nova foto d'aquest monument                                      |
| Habitatge al carrer Santa Margarida, 2                                                                   | BCIL 2021       | XVII                                        | Valls C. Santa Margarida, 2                                | 41° 17′ 00″ N, 1° 14′ 53″ E / 41.28328°N,1.24799°E   | IPA-52977     | Habitatge al carrer Santa Margarida, 2 (Valls) · Modifica el valor a Wikidata · Carregueu una nova foto d'aquest monument                                 |
| Ca Lleonard                                                                                              | BCIL 2021       | XVIII                                       | Valls Pl. dels Alls, 10                                    | 41° 17′ 05″ N, 1° 15′ 00″ E / 41.28481°N,1.25005°E   | IPA-52979     | Ca Lleonard (Valls) · Carregueu una nova foto d'aquest monument                                                                                           |
| Ca Serra de la Plana                                                                                     | BCIL 2021       | XIX                                         | Valls C. Nou, 6-8                                          | 41° 17′ 04″ N, 1° 15′ 01″ E / 41.28456°N,1.25034°E   | IPA-52987     | Ca Serra de la Plana (Valls) · Modifica el valor a Wikidata · Carregueu una nova foto d'aquest monument                                                   |
| Habitatge al carrer Tomàs Caylà, 14                                                                      | BCIL 2021       | XIV, XIX                                    | Valls C. Tomàs Caylà, 14                                   | 41° 16′ 59″ N, 1° 14′ 48″ E / 41.28307°N,1.24669°E   | IPA-52988     | Habitatge al carrer Tomàs Caylà, 14 (Valls) · Modifica el valor a Wikidata · Carregueu una nova foto d'aquest monument                                    |
| Ca Claravalls                                                                                            | BCIL 2021       | XIX-XX                                      | Valls C. Carnisseria, 19                                   | 41° 16′ 59″ N, 1° 14′ 51″ E / 41.28310°N,1.24760°E   | IPA-52991     | Ca Claravalls (Valls) · Modifica el valor a Wikidata · Carregueu una nova foto d'aquest monument                                                          |
| Habitatge al carrer Carnisseria, 16                                                                      | BCIL 2021       | XIX                                         | Valls C. Carnisseria, 16                                   | 41° 16′ 59″ N, 1° 14′ 51″ E / 41.28318°N,1.24761°E   | IPA-52992     | Habitatge al carrer Carnisseria, 16 (Valls) · Modifica el valor a Wikidata · Carregueu una nova foto d'aquest monument                                    |
| Habitatge al carrer Carnisseria, 11-13                                                                   | BCIL 2021       | XIV, XIX                                    | Valls C. Carnisseria, 11-13                                | 41° 17′ 00″ N, 1° 14′ 52″ E / 41.28322°N,1.24769°E   | IPA-52993     | Habitatge al carrer Carnisseria, 11-13 (Valls) · Modifica el valor a Wikidata · Carregueu una nova foto d'aquest monument                                 |
| Habitatge al carrer Muralla del Castell, 10-12                                                           | BCIL 2021       | XIX                                         | Valls C. Muralla del Castell, 10-12                        | 41° 17′ 11″ N, 1° 15′ 03″ E / 41.28628°N,1.25097°E   | IPA-52994     | Habitatge al carrer Muralla del Castell, 10-12 (Valls) · Modifica el valor a Wikidata · Carregueu una nova foto d'aquest monument                         |
| Habitatge al carrer Muralla del Castell, 28                                                              | BCIL 2021       | XIX                                         | Valls C. Muralla del Castell, 28                           | 41° 17′ 06″ N, 1° 15′ 06″ E / 41.28504°N,1.25161°E   | IPA-52995     | Habitatge al carrer Muralla del Castell, 28 (Valls) · Modifica el valor a Wikidata · Carregueu una nova foto d'aquest monument                            |
| Habitatge al carrer Muralla de Sant Antoni, 42                                                           | BCIL 2021       | Noucentisme XX                              | Valls C. Muralla de Sant Antoni, 42                        | 41° 17′ 06″ N, 1° 14′ 57″ E / 41.28511°N,1.24913°E   | IPA-52996     | Habitatge al carrer Muralla de Sant Antoni, 42 (Valls) · Modifica el valor a Wikidata · Carregueu una nova foto d'aquest monument                         |
| Fàbrica Tèxtil, Local Colla Joves                                                                        | BCIL 2021       | XIX-XX                                      | Valls C. Muralla del Castell, 32                           | 41° 17′ 06″ N, 1° 15′ 06″ E / 41.28488°N,1.25167°E   | IPA-53005     | Local Colla Joves (Valls) · Modifica el valor a Wikidata · Carregueu una nova foto d'aquest monument                                                      |
| Cap de pedra i arc                                                                                       | BCIL 2021       | XIV                                         | Valls C. Carnisseria, 1 - c. Sant Antoni                   | 41° 17′ 01″ N, 1° 14′ 52″ E / 41.28355°N,1.24787°E   | IPA-53006     | Cap de pedra i arc (Valls) · Modifica el valor a Wikidata · Carregueu una nova foto d'aquest monument                                                     |
| Portalada de pedra                                                                                       | BCIL 2021       | XX                                          | Valls C. dels Metges, 14                                   | 41° 16′ 58″ N, 1° 14′ 53″ E / 41.28271°N,1.24819°E   | IPA-53007     | Portalada de pedra (Valls) · Modifica el valor a Wikidata · Carregueu una nova foto d'aquest monument                                                     |
| Font del carrer Sant Sebastià                                                                            | BCIL 2021       | Noucentisme XX                              | Valls C. Sant Sebastià - Muralla de Sant Francesc          | 41° 16′ 59″ N, 1° 15′ 02″ E / 41.28304°N,1.25044°E   | IPA-53008     | Carregueu una nova foto d'aquest monument |
| Font de la plaça de l'Oli                                                                                | BCIL 2021       | XX                                          | Valls Pl. de l'Oli - c. Peixateria                         | 41° 17′ 02″ N, 1° 14′ 56″ E / 41.28394°N,1.24902°E   | IPA-53010     | Font de la plaça de l'Oli (Valls) · Modifica el valor a Wikidata · Carregueu una nova foto d'aquest monument                                              |
| Escultura El casteller                                                                                   | BCIL 2021       |                                             | Valls Pl. El Pati                                          | 41° 17′ 08″ N, 1° 15′ 02″ E / 41.28568°N,1.25059°E   | IPA-53012     | Escultura El casteller (Valls) · Vegeu més fotos d'aquest monument · Carregueu una nova foto d'aquest monument                                            |
| Monestir de la Presentació i Cementiri de l'Hospital Militar                                             | BCIL 2021       | Cèsar Martinell XX                          | Valls Pl. del Portal Nou, 20                               | 41° 16′ 56″ N, 1° 14′ 45″ E / 41.28229°N,1.24581°E   | IPA-53014     | Monestir de la Presentació i Cementiri de l'Hospital Militar (Valls) · Modifica el valor a Wikidata · Carregueu una nova foto d'aquest monument           |
| Ca Huguet                                                                                                | BCIL 2021       | Noucentisme, racionalisme XIX-XX            | Valls C. Progrés, 10-12                                    | 41° 16′ 50″ N, 1° 14′ 51″ E / 41.28056°N,1.24760°E   | IPA-53016     | Ca Huguet (Valls) · Modifica el valor a Wikidata · Carregueu una nova foto d'aquest monument                                                              |
| Ca Martí, Adoberia                                                                                       | BCIL 2021       | Noucentisme, racionalisme XVIII-XIX         | Valls C. Muralla de Sant Antoni, 105-107                   | 41° 17′ 09″ N, 1° 14′ 59″ E / 41.28594°N,1.24981°E   | IPA-53017     | Ca Martí (Valls) · Modifica el valor a Wikidata · Carregueu una nova foto d'aquest monument                                                               |
| Edifici a la plaça del Portal Nou, 17                                                                    | BCIL 1988       | Obra popular, neoclassicisme XIX-XX         | Valls Portal Nou, 17                                       | 41° 16′ 56″ N, 1° 14′ 47″ E / 41.28233°N,1.24630°E   | IPA-53018     | Edifici a la plaça del Portal Nou, 17 (Valls) · Vegeu més fotos d'aquest monument · Carregueu una nova foto d'aquest monument                             |
| Ca Sagú, Ca Xapes                                                                                        | BCIL 2021       | Noucentisme, racionalisme XIX               | Valls C. Muralla de Sant Antoni, 95                        | 41° 17′ 07″ N, 1° 14′ 57″ E / 41.28531°N,1.24924°E   | IPA-53023     | Ca Sagú (Valls) · Modifica el valor a Wikidata · Carregueu una nova foto d'aquest monument                                                                |
| Ca Romeu                                                                                                 | BCIL 2021       | XX                                          | Valls C. de l'Avenir, 2                                    | 41° 17′ 12″ N, 1° 15′ 12″ E / 41.28675°N,1.25347°E   | IPA-53024     | Ca Romeu (Valls) · Modifica el valor a Wikidata · Carregueu una nova foto d'aquest monument                                                               |
| Habitatge al carrer Bisbe Palau, 15                                                                      | BCIL 2021       | Racionalisme XX                             | Valls C. Bisbe Palau, 15                                   | 41° 17′ 15″ N, 1° 15′ 11″ E / 41.28743°N,1.25315°E   | IPA-53025     | Habitatge al carrer Bisbe Palau, 15 (Valls) · Modifica el valor a Wikidata · Carregueu una nova foto d'aquest monument                                    |
| Col·legi Claret, antic Asil de les Germenetes dels Pobres, antic Hospital de Sang                        | BCIL 2021       | XIX                                         | Valls Pl. de la Creu - ctra. del Pla, 39                   | 41° 17′ 22″ N, 1° 15′ 12″ E / 41.28941°N,1.25337°E   | IPA-53026     | Col·legi Claret (Valls) · Modifica el valor a Wikidata · Carregueu una nova foto d'aquest monument                                                        |
| Molí de Farigola                                                                                         | BCIL 2021       | XIII, XVIII                                 | Valls Raval de Farigola, 26-28                             | 41° 17′ 09″ N, 1° 14′ 49″ E / 41.28570°N,1.24707°E   | IPA-53027     | Molí de Farigola (Valls) · Modifica el valor a Wikidata · Carregueu una nova foto d'aquest monument                                                       |
| Conjunt de la Fàbrica del Gas                                                                            | BCIL 2021       | XX                                          | Valls C. del Gas                                           | 41° 16′ 47″ N, 1° 14′ 47″ E / 41.27985°N,1.24630°E   | IPA-53029     | Conjunt de la Fàbrica del Gas (Valls) · Modifica el valor a Wikidata · Carregueu una nova foto d'aquest monument                                          |
| La Hidràulica Vallense                                                                                   | BCIL 2021       | XIX-XX                                      | Valls Ctra. de Tarragona, 14                               | 41° 16′ 50″ N, 1° 14′ 48″ E / 41.28062°N,1.24664°E   | IPA-53030     | La Hidràulica Vallense (Valls) · Modifica el valor a Wikidata · Carregueu una nova foto d'aquest monument                                                 |
| La Licoreria Vallense                                                                                    | BCIL 2021       | XX                                          | Valls Ctra. de Tarragona, 6 - ctra. d'Alcover              | 41° 16′ 53″ N, 1° 14′ 48″ E / 41.28125°N,1.24661°E   | IPA-53031     | La Licoreria Vallense (Valls) · Modifica el valor a Wikidata · Carregueu una nova foto d'aquest monument                                                  |
| Habitatge i magatzem Transports Piñas                                                                    | BCIL 2021       | XX                                          | Valls Ctra. Tarragona, 13                                  | 41° 16′ 49″ N, 1° 14′ 49″ E / 41.28040°N,1.24695°E   | IPA-53033     | Habitatge i magatzem Transports Piñas (Valls) · Modifica el valor a Wikidata · Carregueu una nova foto d'aquest monument                                  |
| Sortidor de la plaça del Carme                                                                           | BCIL 2021       | XX                                          | Valls Pl. del Carme                                        | 41° 16′ 56″ N, 1° 14′ 57″ E / 41.28219°N,1.24930°E   | IPA-53034     | Sortidor de la plaça del Carme (Valls) · Carregueu una nova foto d'aquest monument                                                                        |
| Font del pont d'en Cabré                                                                                 | BCIL 2021       | XX                                          | Valls C. Montserrat - Costa del Portal Nou                 | 41° 16′ 58″ N, 1° 14′ 43″ E / 41.28287°N,1.24517°E   | IPA-53035     | Font del pont d'en Cabré (Valls) · Modifica el valor a Wikidata · Carregueu una nova foto d'aquest monument                                               |
| Escales de la plaça del Quarter                                                                          | BCIL 2021       | XX                                          | Valls C. Anselm Clavé - c. Germans Sant Gabriel            | 41° 17′ 12″ N, 1° 15′ 11″ E / 41.28660°N,1.25310°E   | IPA-53036     | Escales de la plaça del Quarter (Valls) · Modifica el valor a Wikidata · Carregueu una nova foto d'aquest monument                                        |
| Fonts de Mas Miquel                                                                                      | BCIL 2021       | XX                                          | Valls Parc de Mas Miquel                                   |                                                      | IPA-53037     | Carregueu una nova foto d'aquest monument |
| Monuments-escultures: Creu dels Caiguts i monument Als teixidors                                         | BCIL 2021       |                                             | Valls Pl. del Quarter i xemeneia de Ca Vallduví            | 41° 17′ 11″ N, 1° 15′ 09″ E / 41.28650°N,1.25253°E   | IPA-53038     | Monuments-escultures: Creu dels Caiguts i monument Als teixidors (Valls) · Carregueu una nova foto d'aquest monument                                      |